# Rotruda di Pavia
Rotruda di Pavia (Pavia, ... – marzo 945), sposata con Gisalberto I di Bergamo, in seguito divenne l'amante di Ugo d'Italia.

## Biografia
Rotruda era la figlia del giudice Walperto di Pavia. Aveva sposato Giselberto I di Bergamo nell'895 circa. Insieme ebbero un figlio, Lanfranco I di Bergamo.
Probabilmente dopo la morte di Gisalberto I (c.927/929), Rotruda divenne l'amante di Ugo d'Italia, dal quale ebbe una figlia, Rotlinda. A causa della sua relazione con Ugo, Rotruda è menzionata in Antapodosis di Liutprando di Cremona.

## Discendenza
Con Giselberto, Rotruda ebbe:
- Lanfranco I di Bergamo

Con Ugo, Rotruda ebbe:
- Rotlinda (o Rolenda) (930-1001), che sposò Bernardo, conte di Pavia.